# Петскоп
Петскоп (Petscop) је популарна „крипипаста” која је била објављивана на Јутјубу. Овај серијал има 24 епизоде које су објављиване од 12. марта 2017. године до 2. септембра 2019. године. Овај серијал је популаран због своје мистериозности и занимљиве приче која тера људе да наставе да прате серијал док не добију одговоре на питања која имају о причи серијала.

## Прича Серијала
Главни лик Паул је пронашао стару незавршену видео игру звану Петскоп направљену од стране измишљене компаније Гаралина за Плејстејшн и снима је за свог пријатеља. У почетку изгледа као најобичинија видео игра типа мозгалице у којој контролишете лика званог Гардијан. У игри се хватају чудни ликови зване љубимци.
Убрзо после почетка игре Паул успева да дође до „недовршеног” дела игре тиме што је прочитао упутства која су била на кутији. Тај недовшени део игре се назива „Њумејкер Плејн”. Ово је тајно место са травом као подлогом и мрклим мраком сем око Гардијана. На овом месту нема пуно смерница за даље напредовање у игри. Постоји пар битних локација које помажи у орјентисању кроз Њумејкер Плејн. Да би напредовао даље кроз игру Паул покушава да користи мозгалице са почетка игре и тако успева да напредује све дубље и дубље.

## Ликови
- Гардијан или Њумејкер — Лик којег Паул контролише
- Алат — Црвени предмет који одговара на питања било које питање. Само на одређена питања не одговара са „Не знам”
- Марвин — Постоји као лик у игрици и правом животу са причом у игрици која је повезана са правим животом и трауматичним догађајима „препорађања”

- Кер — Лик у игрици који представља девојчицу која је киднапована 1997. године пре него што се мистериозно вратила као да се ништа није догодило
- Мајк — Дечак који је умро са 7 година 1995. године чији гроб у игрици пронађе Паул
- Лина — Девојчица која је нестала 1977. године са целом ветрењачом, чији је нестанак сведочио Марвин

### Љубимци
- Рендис — Цвет у љубавној вези са Вејви
- Тонет — Птица која се види на слици са Рендис која је наводно поломила ноге у аутомоблиској несрећи
- Вејви — Облак који одржава Рендис у животу својом кишом
- Амбер — Велика жива кугла која остаје у свом кавезу
- Пен — Добар математичар који остаје у музичкој соби иако је глув
- Ронет — Тонетов полу брат чија се метода за хватање се открива тек у Њумејкер Плејну